# 周明權
周明權，OBE，JP（1941年7月19日—2018年10月13日），周明權工程顧問有限公司創辦人，香港考試及評核局前主席，香港工程師學會前會長。

## 生平
1941年7月19日，周明權生於上海。他是一名土木及結構工程師，1960年畢業於聖若瑟書院中七年級，1964年畢業於香港大學，取得工學士學位（僅以及格成績畢業於土木工程系），1992年創立周明權工程顧問有限公司，從事本地和海外大型基建和建築項目的設計、建造和管理工作。曾經參與紅磡海底隧道和地下鐵路等大型基建工程，並在工程界擔任多份公職，包括香港工程師註冊局及香港建造業工人註冊管理局主席。1992年，獲委任為太平紳士，1997年獲頒英帝國官佐勳章。1999年獲香港理工大學頒授榮譽工程學博士學位。
但在2000年因受到居屋短樁事件影響，周明權當時香港房屋委員會成員，也是周明權工程顧問的主要顧問，受到角色衝突問題而退任。後來在1996年至2003年，他獲政府委任為香港考試及評核局主席。2001年中，當選為香港工程師學會會長。2013年10月，獲香港大學頒授名譽大學院士銜。
面對香港土地供應緊拙，2018年初社會有人提議在葵涌貨櫃碼頭上建造房屋，周明權與麥齊光表態支持，周指於該處上蓋建屋在建造時間、成本和技術方面都有優勢，「與在平地上建屋分別不大」，在總面積283公頃的貨櫃碼頭上建屋相當於9個太古城或16個美孚新邨，足以容納幾十萬居民，他預計需時6至7年發展。他還在facebook開設「碼頭上蓋的天空之城」專頁，認為方案是切實可行的。
2018年10月13日，周明權逝世，享年77歲。逝世前為海港企業有限公司、利基控股有限公司、其士國際集團有限公司和路勁基建有限公司獨立非執行董事。

## 家庭
父親周振韶，母親金畹香，胞弟周明棟。
周明權遺孀是前自由黨主席周梁淑怡，育有兩名女兒周智美及周智琪，皆已婚。